# Jiří Stach (překladatel)
Jiří Stach (4. listopadu 1930 Hradec Králové – 29. března 2024 Praha) byl český filolog, germanista a překladatel z němčiny. Po absolvování filologie na Filozofické fakultě Univerzity Karlovy v Praze se od roku 1958 věnoval překladatelské činnosti z němčiny ve svobodném povolání.

## Překlady
Jeho překladatelská činnost je velmi různorodá. Překládal divadelní hry, prózu včetně dobrodružné literatury, texty v obrazových publikacích, průvodce, literaturu faktu, populárně-naučnou literaturu i literaturu pro děti a mládež. Byl autorizovaným překladatelem dramatického díla Friedricha Dürrenmatta.
Roku 2001 obdržel od České sekce Mezinárodního sdružení pro dětskou knihu (IBBY) Zlatou stuhu za překlad knihy Erwina Mosera O třech sůvičkách a jiných zvířátkách.